# Silene longicilia
Silene longicilia är en nejlikväxtart. Silene longicilia ingår i släktet glimmar, och familjen nejlikväxter.

## Underarter
Arten delas in i följande underarter:
- S. l. cintrana
- S. l. longicilia